# Autorité de l'État Civil et de l'immigration (Israël)
L'Autorité de l'État Civil et de l'immigration (hébreu : רשות האוכלוסין וההגירה; PIBA), est une agence gouvernementale israélienne créée le 23 juillet 2008, chargée de la gestion de l'état civil et de l'immigration en Israël.

## Responsabilités et surveillance
La PIBA est chargée de l'état civil du pays (dont les cartes d'identités et les passeports), de la délivrance de la citoyenneté, des changements de noms des citoyens, de la gestion des flux d'entrée et de sortie du pays, du contrôle des armes à feu sur le territoire, des étrangers résidents en Israël (dont les travailleurs palestiniens, immigrés illégaux, travailleurs immigrés et réfugiés).
Yaacov Ganot est fut le premier directeur de l'agence, nommé en 2007. Il a été depuis lors systématiquement reconduit à son poste par les différentes législatures.